# May-Daniels & Fisher
May-Daniels & Fisher (algemeen bekend als "May-D&F", later zonder koppelteken) was een warenhuis in Denver, Colorado. 

## Geschiedenis
Het bedrijf werd in 1957 werd opgericht toen de activiteiten van The May Department Stores Company in Colorado werden samengevoegd met de nieuw verworven winkel The Daniels & Fisher Co., opgericht in Denver in 1864.

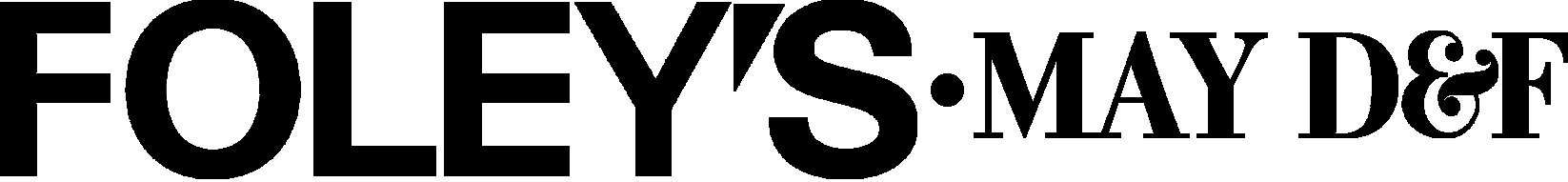
Het overgangslogo toen Foley's May D&F overnam

In 1987 nam May-D&F drie winkels over van The Denver Dry Goods Company (uit de overname van Associated Dry Goods Corp. in 1986) en sloot de overige negen. In 1989 nam het de locatie van Goldwater in Albuquerque, New Mexico over. Het werd in 1993 samengevoegd met de Foley's-divisie, die in 2005 werd overgenomen door Macy's toen het May Department Stores Co. kocht. Het laatste overgebleven overblijfsel van deze winkel is de markante klokkentoren van Daniels & Fisher in het centrum van Denver, die ooit het kenmerk was van de Daniels & Fisher-winkel, geopend in 1910 en gesloten in 1957 toen de nieuwe May-D&F-winkel verderop op 16th Street op Courthouse Square (Zeckendorf Plaza) werd geopend. De belangrijkste vestiging van May Company, gebouwd in 1906 en uitgebreid in 1924, werd in 1965 gesloopt voor een uitbreiding van het gebouw van de Colorado National Bank . Deze keten had een gemiddelde prijs en concurreerde met The Denver Dry Goods Company en Joslins om klanten.